# SOGEPA
SOGEPA (Societé de Gestion de Participations Aéronautiques) là một công ty cổ phần thuộc sở hữu của chính phủ Pháp. Đây là một trong những công ty lớn trong đầu tư vào công nghệ hàng không không gian của Châu Âu, nó sở hữu gián tiếp 15% của EADS thông qua SOGEADE.